# Manuel Vilanova
Manuel Vilanova   (Barbantes, 1944 - Vigo, 5 de març de 2019) va ser un poeta en gallec i en castellà.
Va estudiar filologia romànica a Santiago de Compostel·la. És doctor per la Universidad Complutense amb la tesi La soledad en la poesía de Luis Cernuda. Catedràtic d'ensenyament secundari de llengua i literatura espanyoles, exerceix a Vigo.
Autor del poemari E direivos eu do mister das cobras (1980), que va ser acollit com el poemari més innovador de la lírica gallega contemporània. L'any 1985 va publicar el llibre de poemes en gallec A lenda das árbores de prata, que va rebre el Premi de la Crítica Gallega. Després d'un llarg període de producció en castellà, va tornar a la publicació en gallec amb A esmeralda branca (2006), un cançoner de més de 500 pàgines escrit en un gallec local, quasi dialectal, amb què va obtenir el Premi Nacional de la Crítica 2007.
Com a poeta és considerat com un dels que van marcar el pas de la literatura socialrealista a una preocupació més esteticista dels anys vuitanta.

## Obra

### Poesía
- A tarde cheia de verán (1979). Editorial Mogor.
- E direi-vos eu do mister das cobras (1980). La Región. 185 pàgines. ISBN 978-84-300-2642-5. Ed. de 2007 en Follas Novas, 154 pàgines. ISBN 84-300-2642-8.[5]
- A lenda das árbores de prata (1985). Edicións Nós. ISBN 84-7540-026-4.
- A esmeralda branca (2006). Follas Novas. 525 pàgines. ISBN 8485385950.
- Antonio das mortes e a muller de verde (2010). Sociedade de Cultura Valle-Inclán. 198 pàgines. ISBN 9788492597130.
- Nin sequera no ceo (2011). Follas Novas. 64 pàgines. ISBN 9788492794409.[6]
- Un banco na Gran Vía (2016). Ir Indo. 533 pàgines. ISBN 9788476807262.
- A substancia das horas (2017). Ir Indo. 232 pàgines. ISBN 9788476807323.[7][8]

### Obres col·lectives
- Escolma de poesía galega (1976-1984) (1984, Sotelo Blanco).
- Sis poetes gallecs (1990, Editorial Columna). Edició bilingüe gallec-català.
- Volverlles a palabra. Homenaxe aos represaliados do franquismo (2006, Difusora).
- En defensa do Poleiro. A voz dos escritores galegos en Celanova (2010, Toxosoutos).